# 대한의사협회
대한의사협회(大韓醫師協會, Korean Medical Association)는 대한민국의 의사를 대표하는 의료법 제28조가 규정한 법정단체이다. 의사 면허를 취득하게 되면 자동으로 의협 회원이 된다. 본부는 서울특별시 용산구 한강로3가에 있다.
1908년 ‘한국의사연구회’를 모태로 창립되었다. 의사윤리강령을 제정하여 인간의 존엄과 가치를 존중하고, 대의원총회를 통해 의사윤리지침을 공포하여 의사의 진료권, 의료행위 등 의사의 일반적 권리와 의무, 환자의 생명 보전과 관련된 환자와의 관계 및 사회적 역할 등에 대해 규정했다.
1949년 세계의사회에 가입했고 매년 총회와 이사회에 대표단을 파견하여 정책결정에 참여하고 있다.
대한의사협회는 협회고, 대한의학회는 학회이다.

## 설립 근거
- 의료법 제28조[1]

## 연혁
- 1908년 11월 15일 한국의사회 창립총회 결성
- 1930년 한국에 조선의학회, 조선의사협회 창립
- 1939년 국제회의에 한국대표를 파견
- 1945년 8월 건국의사회 창립
- 1945년 12월 조선의사회 창립
- 1947년 5월 조선의학협회 창립
- 1948년 대한민국 정부 수립과 동시에 대한의학협회 개칭
- 1949년 7월 세계의사회(WMA) 가입
- 1995년 5월 대한의사협회 개칭
- 2001년 10월 27일 제32대 신상진 회장 취임
- 2002년 7월 6일 의료정책연구소 개소
- 2007년 6월 28일 제35대 주수호 회장 취임
- 2008년 10월 15일 세계의사회(WMA) 서울총회 개최
- 2009년 5월 1일 제36대 경만호 회장 취임
- 2010년 1월 30일 아이티 지진참사 의료지원단 파견
- 2013년 11월 26일 대한의사협회 의료배상공제조합 출범
- 2014년 6월 19일 제38대 추무진 회장 취임
- 2018년 5월 1일 제40대 최대집 회장 취임
- 2021년 5월 1일 제41대 이필수 회장 취임
- 2024년 5월 1일 제42대 임현택 회장 취임

## 조직

### 대의원총회
- 감사

#### 회장
- 중앙선거관리위원회
- 중앙윤리위원회
- 의학회(186개 전문학회)
- 의료정책연구소
- 협의회
  - 개원의협의회
  - 공직의협의회
  - 전공의협의회
  - 공보의협의회
  - 병원의사협의회
- 지부
  - 시도지부
  - 해외지부
  - 군전지부

##### 이사회
- 상임이사회
  - 상설위원회
  - 특별위원회
- 사무처

## 의학용어위원회
대한의사협회에서는 국민과 의료인 사이의 원활한 정보전달, 의사소통과 정보공유를 위해 1976년 의학용어제정위원회를 모태로 의학용어위원회를 만들었으며, 의학용어의 표준화 작업 및 정비작업, 한글 의학용어의 개발 및 보급 등을 맡고 있다.
| 년도   | 내용                        | 비고                                        |
| ------ | --------------------------- | ------------------------------------------- |
| 1977년 | 의학용어집 제1집 발간       | 2만여개 용어 수록                           |
| 1983년 | 의학용어집 제2집 발간       | 4만8천여개 용어 수록                        |
| 1992년 | 의학용어집 제3집 발간       | 12만여개 용어 수록, 1988년 한글 맞춤법 반영 |
| 2001년 | 의학용어집 제4판 발간       | 5만여개 용어 수록                           |
| 2006년 | 필수의학용어집 발간         | 제4판 수정 보완판                           |
| 2009년 | 의학용어집 제5판 발간       | 5만7천여개 용어 수록                        |
| 2015년 | 의학용어집 제5-1판 (온라인) | 제5판 수정 보완판 (온라인 발행)             |
| 2020년 | 의학용어집 제6판 발간       | 5만여개 용어 수록                           |

## 같이 보기
- 세계의사회
- 전국의사총연합
- 대한의학회
- 대한해부학회
- 2024년 대한민국 의사 파업
- 한국물리학회
- 대한화학회
- 대한수학회